# Ribeirão Cascalheira
Ribeirão Cascalheira es un municipio brasilero del estado de Mato Grosso. Se localiza a una latitud 12°56′30″ S y a una longitud 51°49′27″ O, estando a una altitud de 386 metros. Su población estimada en 2004 era de 7.575 habitantes. Posee un área de 12693,7 km².
La primera denominación del actual municipio de Ribeirão Cascalheira fue Ribeirão Bonito, nombre dado alrededor de 1968. En esa época, los pioneros Juca y Tintino se instalaron en los márgenes del Río Suiazinho. En el mismo año de la instalación de los primeros moradores fue creado el primer establecimiento comercial por Zacarias Guedes - "Pensão y Comercio Ribeirão Bonito".

## Historia
Por algún tiempo el lugar también fue denominado Alta Cascalheira. Buena parte de los pioneros vinieron con sus mujeres, hijos, parientes y amigos. Se formó entonces el núcleo de población pionero que generó el actual municipio. Además de la denominación Ribeirão Bonito, el lugar recibió los nombres de Guedolândia y Divinéia. 
En 9 de octubre de 1984, fue creado el distrito de Ribeirão Bonito. Después de la secesión del municipio surgió el nombre Ribeirão Cascalheira, como aglutinación de los términos Ribeirão y Cascalheira. El nombre Ribeirão fue dado gracias a los primeros moradores que se fijaron a orillas del río Suiazinho, y Cascalheira, el cual fue muy utilizado por sus moradores. El municipio de Ribeirão Cascalheira fue creado el 3 de mayo de 1988, a través de la Ley n.º 5.267, con el territorio separado de Canarana y Sao Félix del Araguaia. Dista 960 km de Cuiabá, tiene como principales atracciones turísticas el Balneario Recanto del Tunicão, la Iglesia de los Mártires y las playas del río de las Muertes. La economía del municipio se basa en la actividad ganadera.